# تفنگ بدست
تفنگ (شات‌گان) بدست (به انگلیسی: Riding Shotgun) یک فیلم سینمایی آمریکایی در ژانر وسترن محصول سال ۱۹۵۴ میلادی به کارگردانی آندری دی‌تاث با بازی راندولف اسکات و وین موریس است.  این فیلم بر اساس داستان کوتاه سال ۱۹۴۲ توسط کنت تیلور پرکینز ساخته شده است.

## بازیگران
- راندولف اسکات در نقش لری دلونگ
- وین موریس در نقش معاون کلانتر توب مورفی
- جو ولدون در نقش اوریسا فلین
- جو سایر در نقش تام بیگ گرت
- جیمز میلکان در نقش دن مرادی
- چارلز برانسون در نقش پینتو
- جیمز بل در نقش داک وینکلر
- فریتس فلد در نقش فریتز